# Angelica lineariloba
Angelica lineariloba är en flockblommig växtart som beskrevs av Asa Gray. Angelica lineariloba ingår i släktet kvannar, och familjen flockblommiga växter. Inga underarter finns listade i Catalogue of Life.

## Bildgalleri

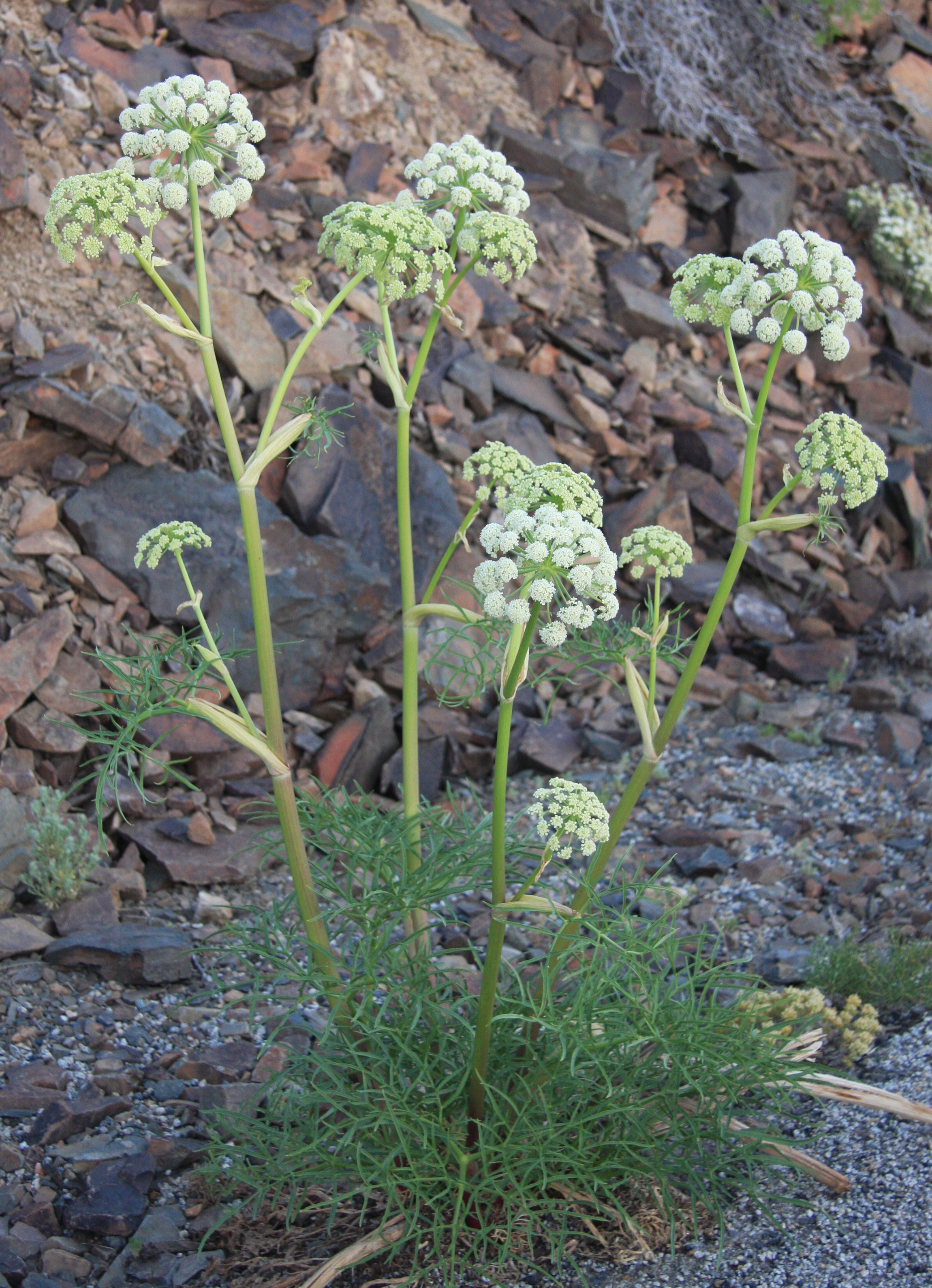